# Mormia bartaki
Mormia bartaki är en tvåvingeart som beskrevs av Jezek 2001. Mormia bartaki ingår i släktet Mormia och familjen fjärilsmyggor.
Artens utbredningsområde är Uzbekistan. Inga underarter finns listade i Catalogue of Life.